# Cmentarz w Rembertowie
Cmentarz w Rembertowie – rzymskokatolicki cmentarz znajdujący się przy ul. Grzybowej w warszawskiej dzielnicy Rembertów.

## Historia
Został utworzony 1 stycznia 1928 roku, wraz z powstaniem parafii Matki Boskiej Zwycięskiej. Cmentarz ma kształt prostokąta i trzy bramy.

## Pochowani (m.in.)
- Krzysztof Badźmirowski (1928–2006) – elektrotechnik, profesor Politechniki Warszawskiej;
- Sławomir Berdychowski (1968–2016) – żołnierz, pułkownik Wojsk Specjalnych
- Alicja Borowska (1929–2013) – polski biolog, specjalistka w zakresie mykologii;
- Henryk Cabak (1943–2002) − pułkownik rezerwy, profesor doktor habilitowany
- Andrzej Conder (1929–2015) – polski architekt;
- Józef Kamiński (1919–2015) – generał broni SZ PRL, prezes Zarządu Głównego CWKS Legia Warszawa, ZBoWiD i  ZKRPiBWP;
- Henryk Lulewicz (1950-2019) – polski historyk lituanista, profesor Instytutu Historii PAN;
- Edward Łańcucki (1924–2020) – generał brygady LWP, doktor nauk wojskowych;
- Kazimierz Malak (1944–2010) – profesor, pułkownik, wykładowca Akademii Obrony Narodowej;
- Danuta Nagórna (1932−2021) − aktorka;
- Wiesław Newecki (1929−2023) − uczestnik powstania warszawskiego, pomysłodawca Hejnału warszawskiego[1];
- Jan Noskiewicz (1890–1963) – polski zoolog, entomolog oraz zoogeograf;
- Emilia Maria Nożko-Paprocka (1930–1980) − artystka, malarka;
- Maciej Petruczenko (1946–2025) – dziennikarz sportowy
- Zbigniew Piątek (1964–2015) − pułkownik, wykładowca Akademii Obrony Narodowej

Na cmentarzu znajduje się również wydzielona kwatera dziecięca.